# Mima Itō
Mima Itō (jap. 伊藤 美誠, Itō Mima; * 21. Oktober 2000 in Iwata, Präfektur Shizuoka) ist eine japanische Tischtennisspielerin. Mit der japanischen Mannschaft gewann sie 2016 im Alter von 15 Jahren WM-Silber und Olympiabronze, im Doppel holte sie 2017 WM-Bronze und 2019 sowie 2021 WM-Silber, im Mixed wurde sie 2021 Olympiasiegerin.

## Werdegang
Schon mit neun Jahren begann Mima Itō, auf internationaler Ebene zu spielen. Mit zehn Jahren gewann sie die Taiwan Junior und Cadet Open und wurde damit zur bis dahin jüngsten Spielerin, der der Gewinn eines ITTF-Junior-Tour-Turniers gelang. Ein Jahr später besiegte sie die damalige Nummer 50 der Weltrangliste, die Schwedin Matilda Ekholm. Daran schlossen sich mehrere Erfolge im Doppel mit Miu Hirano an: Im Jahr 2013 erreichten sie das Halbfinale der Katar Open, was bis dahin ebenfalls keinen anderen Spielerinnen ihres Alters gelungen war.
2014 gewannen sie mehrere World-Tour-Turniere, wofür sie einen Eintrag ins Guinness-Buch der Rekorde erhielten, und schließlich sogar die World Tour Grand Finals in Bangkok. Für Mima Itō folgte 2015 – wieder ein Rekord – durch den Gewinn der German Open in Bremen die erste Goldmedaille in einem Einzelwettbewerb der World Tour. Nachdem sie bei ihrer ersten Weltmeisterschaft bis ins Viertelfinale gekommen war, rückte sie im Alter von 14 Jahren im Juni 2015 erstmals in die Top 10 der Weltrangliste vor, indem sie Han Ying und Chen Meng verdrängte und damit Platz 9 erreichte. Bei den Asienmeisterschaften gewann sie mit dem Team und im Doppel die Silbermedaille. Im Dezember holte sie im Doppel mit Miu Hirano Silber bei den World Tour Grand Finals und erhielt den ITTF Breakthrough Star Award.
Im Alter von 15 Jahren nahm sie als Teil des japanischen Teams, das die Silbermedaille gewann, an der Weltmeisterschaft 2016 teil, und holte bei den Olympischen Spielen mit der Mannschaft Bronze. Damit wurde sie zur bis dahin jüngsten olympischen Medaillengewinnerin im Tischtennis. Bei der Weltmeisterschaft 2017 gewann sie Bronze im Doppel mit Hina Hayata. Ihren ersten zweifachen Erfolg errang sie bei den Czech Open 2017, wo sie im Doppel und nach ihrem ersten Sieg über Kasumi Ishikawa im Einzel Gold gewinnen konnte.
Bei der japanischen Meisterschaft im Januar 2018 holte sie alle drei Titel im Einzel, Doppel und Mixed, im Mai wurde sie erneut Vizeweltmeisterin mit dem Team, wobei sie im ganzen Turnier ungeschlagen blieb. Im Juni siegte sie bei den Japan Open, nachdem sie die Top-10-Spielerinnen Cheng I-Ching, Chen Xingtong und Wang Manyu geschlagen hatte – Chen nach einem 0:3-Rückstand –, und im November bei den Swedish Open. Dort gewann sie gegen Feng Tianwei, nach 1:3-Rückstand gegen Liu Shiwen, nach 0:2 und 6:10-Rückstand mit 4:2 gegen Weltmeisterin Ding Ning und im Finale mit 4:0 gegen die Weltranglistenerste Zhu Yuling, der sie im Schnitt weniger als fünf Punkte pro Satz überließ.
Ende des Jahres bei den Grand Finals holte sie Gold im Doppel mit Hina Hayata, mit der sie im Jahr darauf auch Vizeweltmeisterin wurde. Im Einzel schied sie bei der WM aber bereits in der dritten Runde gegen Sun Yingsha aus. Bei den Swedish Open 2019 konnte sie mit Wang Manyu und Sun Yingsha erneut mehrere chinesische Topspielerinnen schlagen, bevor sie das Finale nach 3:1-Führung noch mit 3:4 gegen Chen Meng verlor. Bei den Austrian Open folgte Gold nach einem Finalsieg über Zhu Yuling, bei den Grand Finals schied sie im Einzel-Halbfinale gegen Chen Meng aus und holte im Mixed mit Jun Mizutani Silber, nachdem sie das Finale nach 2:0-Führung noch mit 2:3 verloren hatten. Nach ihrem Finaleinzug bei den Qatar Open 2020 erreichte sie im April Weltranglistenplatz 2. Beim World Cup holte sie Bronze, wie auch bei den kurz darauf stattfindenden ITTF Finals.
2021 nahm sie an den Olympischen Spielen teil. Im Mixed mit Mizutani gewann sie Gold, nachdem sie im Viertelfinale gegen Patrick Franziska/Petrissa Solja sieben Matchbälle abgewehrt und im Finale gegen Xu Xin/Liu Shiwen einen 0:2-Rückstand aufgeholt hatten. Im Einzel gewann sie Bronze, mit der Mannschaft Silber, womit sie als einzige Spielerin in allen drei Wettbewerben eine Medaille holen konnte. Im November wurde sie zusammen mit Hina Hayata erneut Vizeweltmeisterin. Mit ihr holte sie 2022 auch Silber beim Singapore Smash, im selben Jahr wurde Itō zudem zum dritten Mal in Folge Vizeweltmeisterin mit der Mannschaft. 2023 erreichte sie das WM-Viertelfinale im Einzel und Doppel, konnte aber zum ersten Mal seit 2013 keinen internationalen Titel gewinnen und fiel in der Weltrangliste bis auf Platz 10 zurück. Anfang 2024 wurde sie nicht für die Olympischen Spiele in Paris nominiert und fiel für kurze Zeit aus den Top 10 heraus, holte aber mit dem japanischen Team auch die vierte WM-Silbermedaille. Beim World Cup schied sie überraschend in der Vorrunde aus, nachdem sie gegen Amy Wang und Suthasini Sawettabut nur jeweils ein 2:2 erreicht hatte.

## Doppelpartnerinnen
Aufzählung nur bei mindestens drei gemeinsamen Turnieren im Jahr.
- 2013–2015:  Miu Hirano
- 2016:  Ai Fukuhara
- 2017–2018:  Hina Hayata
- 2022–2023:  Hina Hayata

## Turnierergebnisse
Quelle: ITTF-Datenbank
| Verband | Veranstaltung                | Jahr | Ort            | Land | Einzel        | Doppel        | Mixed         | Team       |
| ------- | ---------------------------- | ---- | -------------- | ---- | ------------- | ------------- | ------------- | ---------- |
| JPN     | Asienmeisterschaft           | 2024 | Astana         | KAZ  | Halbfinale    |               |               | Gold       |
| JPN     | Asienmeisterschaft           | 2023 | Pyeongchang    | KOR  | Viertelfinale |               |               | Halbfinale |
| JPN     | Asienmeisterschaft           | 2017 | Wuxi           | CHN  | Achtelfinale  | Halbfinale    | Silber        | Silber     |
| JPN     | Asienmeisterschaft           | 2015 | Pattaya        | THA  | Viertelfinale | Silber        |               | Silber     |
| JPN     | Asian Cup                    | 2022 | Bangkok        | THA  | Silber        |               |               |            |
| JPN     | Asian Cup                    | 2016 | Dubai          | UAE  | 6. Platz      |               |               |            |
| JPN     | Olympische Spiele            | 2021 | Tokio          | JPN  | 3. Platz      |               | Gold          | Silber     |
| JPN     | Olympische Spiele            | 2016 | Rio de Janeiro | BRA  |               |               |               | Bronze     |
| JPN     | Grand Smash                  | 2025 | Las Vegas      | USA  | Halbfinale    | Viertelfinale |               |            |
| JPN     | Grand Smash                  | 2023 | Singapur       | SGP  | letzte 32     | Halbfinale    |               |            |
| JPN     | Grand Smash                  | 2022 | Singapur       | SGP  | Achtelfinale  | Silber        |               |            |
| JPN     | ITTF Challenge Series        | 2017 | Częstochowa    | POL  | Gold          |               |               |            |
| JPN     | WTT Series (Star Contender)  | 2024 | Bangkok        | THA  | Gold          |               |               |            |
| JPN     | WTT Series (Star Contender)  | 2023 | Ljubljana      | SLO  | Halbfinale    |               |               |            |
| JPN     | WTT Series (Champions)       | 2022 | Macau          | MAC  | Halbfinale    |               |               |            |
| JPN     | WTT Series (Star Contender)  | 2022 | Budapest       | HUN  | Viertelfinale | Silber        | Achtelfinale  |            |
| JPN     | WTT Series (Contender)       | 2022 | Zagreb         | HRV  | Gold          | Gold          | Halbfinale    |            |
| JPN     | WTT Series (Star Contender)  | 2021 | Doha           | QAT  | Gold          |               | Halbfinale    |            |
| JPN     | WTT Series (Contender)       | 2021 | Doha           | QAT  | Gold          |               |               |            |
| JPN     | ITTF World Tour              | 2020 | Doha           | QAT  | Silber        |               | Gold          |            |
| JPN     | ITTF World Tour              | 2020 | Budapest       | HUN  | Gold          |               | Viertelfinale |            |
| JPN     | ITTF World Tour              | 2020 | Magdeburg      | GER  | Viertelfinale |               | Silber        |            |
| JPN     | ITTF World Tour              | 2019 | Linz           | AUT  | Gold          |               | Viertelfinale |            |
| JPN     | ITTF World Tour              | 2019 | Bremen         | GER  | Silber        |               | Viertelfinale |            |
| JPN     | ITTF World Tour              | 2019 | Stockholm      | SWE  | Silber        |               | Silber        |            |
| JPN     | ITTF World Tour              | 2019 | Olmütz         | CZE  | Achtelfinale  |               | Silber        |            |
| JPN     | ITTF World Tour              | 2019 | Panagjurischte | BUL  | Halbfinale    |               | Gold          |            |
| JPN     | ITTF World Tour              | 2019 | Geelong        | AUS  | Halbfinale    |               | Silber        |            |
| JPN     | ITTF World Tour              | 2019 | Busan          | KOR  | Viertelfinale |               | Halbfinale    |            |
| JPN     | ITTF World Tour              | 2019 | Hongkong       | HKG  | Silber        |               |               |            |
| JPN     | ITTF World Tour              | 2019 | Shenzhen       | CHN  | Halbfinale    |               | Halbfinale    |            |
| JPN     | ITTF World Tour              | 2019 | Doha           | QAT  | Viertelfinale | Halbfinale    | Silber        |            |
| JPN     | ITTF World Tour              | 2018 | Linz           | AUT  | Achtelfinale  | Gold          |               |            |
| JPN     | ITTF World Tour              | 2018 | Stockholm      | SWE  | Gold          | Viertelfinale |               |            |
| JPN     | ITTF World Tour              | 2018 | Olmütz         | CZE  | Viertelfinale | Halbfinale    |               |            |
| JPN     | ITTF World Tour              | 2018 | Panagjurischte | BUL  | letzte 32     | Gold          |               |            |
| JPN     | ITTF World Tour              | 2018 | Geelong        | AUS  | Viertelfinale | Gold          |               |            |
| JPN     | ITTF World Tour              | 2018 | Kitakyūshū     | JPN  | Gold          | Viertelfinale |               |            |
| JPN     | ITTF World Tour              | 2018 | Shenzhen       | CHN  | Halbfinale    | Halbfinale    | Silber        |            |
| JPN     | ITTF World Tour              | 2018 | Hongkong       | HKG  | Halbfinale    | Halbfinale    |               |            |
| JPN     | ITTF World Tour              | 2018 | Bremen         | GER  | Achtelfinale  | Gold          |               |            |
| JPN     | ITTF World Tour              | 2017 | Stockholm      | SWE  | letzte 32     | Gold          |               |            |
| JPN     | ITTF World Tour              | 2017 | Olmütz         | CZE  | Gold          | Gold          |               |            |
| JPN     | ITTF World Tour              | 2017 | Panagjurischte | BUL  | Silber        | Gold          |               |            |
| JPN     | ITTF World Tour              | 2017 | Gold Coast     | AUS  | letzte 32     | Halbfinale    |               |            |
| JPN     | ITTF World Tour              | 2017 | Incheon        | KOR  | letzte 32     | Silber        |               |            |
| JPN     | ITTF World Tour              | 2016 | Linz           | AUT  | Gold          |               |               |            |
| JPN     | ITTF World Tour              | 2016 | Doha           | QAT  | letzte 32     | Silber        |               |            |
| JPN     | ITTF World Tour              | 2016 | Kuwait City    | KUW  | Achtelfinale  | Halbfinale    |               |            |
| JPN     | ITTF World Tour              | 2016 | Warschau       | POL  | Achtelfinale  | Halbfinale    |               |            |
| JPN     | ITTF World Tour              | 2016 | Zagreb         | CRO  | Halbfinale    |               |               |            |
| JPN     | ITTF World Tour              | 2015 | Bremen         | GER  | Gold          | Achtelfinale  |               |            |
| JPN     | ITTF World Tour              | 2015 | Incheon        | KOR  | Silber        | Gold          |               |            |
| JPN     | ITTF World Tour              | 2015 | Zagreb         | CRO  | Halbfinale    |               |               |            |
| JPN     | ITTF World Tour              | 2014 | Stockholm      | SWE  |               | Halbfinale    |               |            |
| JPN     | ITTF World Tour              | 2014 | Incheon City   | KOR  |               | Silber        |               |            |
| JPN     | ITTF World Tour              | 2014 | Sydney         | AUS  | Halbfinale    |               |               |            |
| JPN     | ITTF World Tour              | 2014 | Almería        | ESP  | letzte 32     | Gold          |               |            |
| JPN     | ITTF World Tour              | 2014 | Magdeburg      | GER  | letzte 32     | Gold          |               |            |
| JPN     | ITTF World Tour              | 2013 | Doha           | QAT  | letzte 32     | Halbfinale    |               |            |
| JPN     | WTT Finals                   | 2024 | Fukuoka        | JPN  | Achtelfinale  |               |               |            |
| JPN     | WTT Finals                   | 2023 | Nagoya         | JPN  | Viertelfinale |               |               |            |
| JPN     | WTT Cup Finals               | 2022 | Xinxiang       | CHN  | Viertelfinale |               |               |            |
| JPN     | ITTF Finals                  | 2020 | Zhengzhou      | CHN  | Halbfinale    |               |               |            |
| JPN     | ITTF World Tour Grand Finals | 2019 | Zhengzhou      | CHN  | Halbfinale    |               | Silber        |            |
| JPN     | ITTF World Tour Grand Finals | 2018 | Incheon        | KOR  | Achtelfinale  | Gold          | Halbfinale    |            |
| JPN     | ITTF World Tour Grand Finals | 2017 | Astana         | KAZ  | Viertelfinale | Silber        |               |            |
| JPN     | ITTF World Tour Grand Finals | 2015 | Lissabon       | POR  | Achtelfinale  | Silber        |               |            |
| JPN     | ITTF World Tour Grand Finals | 2014 | Bangkok        | THA  |               | Gold          |               |            |
| JPN     | Weltmeisterschaft            | 2025 | Durban         | RSA  | Halbfinale    |               |               |            |
| JPN     | Weltmeisterschaft            | 2024 | Busan          | KOR  |               |               |               | Silber     |
| JPN     | Weltmeisterschaft            | 2023 | Durban         | RSA  | Viertelfinale | Viertelfinale |               |            |
| JPN     | Weltmeisterschaft            | 2022 | Chengdu        | CHN  |               |               |               | Silber     |
| JPN     | Weltmeisterschaft            | 2021 | Houston        | USA  | Viertelfinale | Silber        |               |            |
| JPN     | Weltmeisterschaft            | 2019 | Budapest       | HUN  | letzte 32     | Silber        | Viertelfinale |            |
| JPN     | Weltmeisterschaft            | 2018 | Halmstad       | SWE  |               |               |               | Silber     |
| JPN     | Weltmeisterschaft            | 2017 | Düsseldorf     | GER  | Achtelfinale  | Halbfinale    |               |            |
| JPN     | Weltmeisterschaft            | 2016 | Kuala Lumpur   | MAS  |               |               |               | Silber     |
| JPN     | Weltmeisterschaft            | 2015 | Suzhou         | CHN  | Viertelfinale | letzte 32     |               |            |
| JPN     | World Cup                    | 2025 | Macau          | MAC  | Halbfinale    |               |               |            |
| JPN     | World Cup                    | 2024 | Macau          | MAC  | 17.–32. Platz |               |               |            |
| JPN     | World Cup                    | 2020 | Weihai         | CHN  | 3. Platz      |               |               |            |
| JPN     | World Cup                    | 2016 | Philadelphia   | USA  | Viertelfinale |               |               |            |
| JPN     | World Team Cup               | 2019 | Tokio          | JPN  |               |               |               | Silber     |
| JPN     | World Team Cup               | 2018 | London         | ENG  |               |               |               | Silber     |
| JPN     | Jugend-Weltmeisterschaft     | 2016 | Kapstadt       | RSA  | letzte 32     | letzte 32     | letzte 32     | Gold       |
| JPN     | Jugend-Weltmeisterschaft     | 2014 | Shanghai       | CHN  | Viertelfinale | Silber        |               | Silber     |
| JPN     | Jugend-Weltmeisterschaft     | 2013 | Rabat          | MOR  | Viertelfinale | letzte 32     |               | Silber     |
| JPN     | Jugend-Weltmeisterschaft     | 2012 | Hyderabad      | IND  | Achtelfinale  | Viertelfinale |               | Silber     |
| JPN     | World Junior Circuit         | 2014 | Taipei         | TPE  | Gold          |               |               |            |
| JPN     | World Junior Circuit         | 2013 | Hong Kong      | HKG  | Halbfinale    |               |               |            |
| JPN     | World Junior Circuit         | 2013 | Taipei         | TPE  | Gold          |               |               |            |
| JPN     | World Junior Circuit         | 2012 | Hong Kong      | HKG  | Viertelfinale |               |               |            |
| JPN     | World Junior Circuit         | 2011 | Taipei         | TPE  | Gold          |               |               |            |
| JPN     | World Junior Circuit Finals  | 2013 | Otocec         | SLO  | Silber        |               |               |            |
| JPN     | World Junior Circuit Finals  | 2012 | Mangilao       | GUM  | Silber        |               |               |            |